# Danthonia domingensis
Danthonia domingensis là một loài thực vật có hoa trong họ Hòa thảo. Loài này được Hack. & Pilg. mô tả khoa học đầu tiên năm 1909.